# Stazione di Retiro Belgrano
La stazione di Retiro Belgrano (in spagnolo: Estación Retiro Belgrano) è una stazione ferroviaria di Buenos Aires, capolinea della ferrovia General Belgrano. La sua ubicazione è in plaza Salvador María del Carril, nel centrale barrio di Retiro.
È la stazione di testa della linea Belgrano Nord che unisce Buenos Aires con la sezione nord-orientale della sua grande conurbazione.

## Storia
Nel 1903 la compagnia britannica Córdoba Central Railway, che operava inizialmente solo tra le città di Rosario e Córdoba, ottenne dal governo argentino la concessione per estendere la propria rete sino a Buenos Aires. Nel 1912 la capitale argentina fu raggiunta e fu costruita una prima stazione di due piani su progetto degli architetti Faure Dujarric e Robert Prentice. Due anni dopo l'edificio, costruito in stile Beaux-Arts, fu ingrandito con l'aggiunta di un piano, della mansarda e della cupola con l'orologio.
Nel 2011 la stazione di Retiro Belgrano, ed in particolare la sua facciata e la cupola, furono oggetto di lavori di restauro.

## Movimento
Dalla stazione di Retiro Belgrano la compagnia privata Ferrovías opera un servizio ferroviario suburbano (linea Belgrano Nord) verso Villa Rosa, località del partido di Pilar, nella parte settentrionale della grande Buenos Aires.

## Interscambio
La stazione di Retiro Belgrano è servita dalle linee della metropolitana (Linea C e Linea E) e da numerose linee di autobus urbani e interurbani. Vicino è presente anche una stazione taxi.
A breve distanza sorgono anche le due stazioni ferroviarie di Retiro Mitre e Retiro San Martín e la grande autostazione di Retiro.